# AKA (film)
Pour les articles homonymes, voir AKA.
Pour plus de détails, voir Fiche technique et Distribution.
AKA (litt. « alias » en anglais, pour "Also Known As") est un film dramatique britannique écrit et réalisé par Duncan Roy, sorti en 2002. Il s'agit de son premier film.

## Synopsis
L'action commence en 1978, elle est située en Grande-Bretagne et à Paris. C'est l'histoire de Dean Page, un garçon des classes populaires qui veut échapper à sa condition sociale et pour cela finit par se faire passer pour un jeune aristocrate. Il croise le parcours d'un jeune Américain qui se prostitue pour pouvoir s'insérer dans la haute société. Dean a été victime de viols répétés de la part de son père. 
Le scénario est très inspiré de la vie de son auteur. 

## Fiche technique
- Titre original : AKA
- Réalisateur : Duncan Roy
- Scénariste : Duncan Roy
- Direction artistique : Philip Robinson
- Décors : Dean Clegg
- Costumes : Digby Howard, Becky Seagar, Andrea Swales et David Thomas
- Photographie : Steve Brooke Smith, Ingrid Domeij, Steve Smith, Scott Taylor et Claire Vinson
- Montage : Victoria Boydell, Lawrence Catford, Jon Cross et Jackie Ophir
- Musique : Matt Rowe
- Production : Richard West
- Société de distribution : Empire Pictures Inc.
- Pays d'origine : Royaume-Uni
- Langue originale : anglais
- Format : couleur
- Genre : drame
- Durée : 123 minutes
- Dates de sortie :
  -  Turquie : 19 janvier 2002 (Festival international du film indépendant d'Istanbul)
  -  Royaume-Uni : 11 octobre 2002 (nationale)
  -  France : 16 mai 2003 (Festival de Cannes) ; 19 janvier 2005 (DVD)
  -  Belgique : 7 novembre 2004 (Festival international du film gay et lesbien de Louvain)

## Distribution
- Matthew Leitch : Dean Page
- Diana Quick : Lady Gryffoyn
- George Asprey : David, un aristocrate homosexuel
- Lindsey Coulson : Georgie
- Blake Ritson : Alexander Gryffoyn
- Peter Youngblood Hills : Benjamin
- Geoff Bell : Brian Page
- Hannah Yelland : Camille Sturton
- Daniel Lee, Jamie Page
- Bill Nighy : Oncle Louis Gryffoyn
- David Kendall : Lee Page
- Fenella Woolgar : Sarah
- Sean Gilder : Tim Lyttleton
- Robin Soans : Neil Frost
- Stephen Boxer : Dermot